# مایکل گور
مایکل گور (انگلیسی: Michael Gore؛ زادهٔ ۵ مارس ۱۹۵۱) یک موسیقی‌دان اهل ایالات متحده آمریکا است.
وی همچنین برنده جوایزی همچون جایزه اسکار بهترین موسیقی فیلم شده است.